# Nokia X6-00
O Nokia X6 é um smartphone com tela sensível ao toque capacitiva e dispositivo de entretenimento portátil voltado para música da Nokia. Foi anunciado no início de setembro de 2009 durante o Nokia World 2009 na Alemanha .

## Características
- GSM, GPRS/EDGE, HSDPA
- Tamanho: 111 × 51 × 13,8 mm
- Câmara: 5 megapixels (2592 × 1944 pixels); Gravação de vídeo até 640 × 480 pixels e até 30 fotogramas por segundo (qualidade de TV), até 640 × 352 pixels e até 30 fotogramas por segundo (qualidade de ecrã panorâmico), até 320 × 240 pixels e até 30/15 fotogramas por segundo (qualidade de correio eletrónico normal/elevada), até 176 × 144 e até 15 fotogramas por segundo (qualidade de partilha), Zoom de vídeo digital x4
- Câmara secundária (videofone): gravação de vídeo até 176 × 144 pixels, baixa resolução até 5 fotogramas por segundo, resolução normal até 10 fotogramas por segundo, alta resolução até 15 fotogramas por segundo
- Ecrã: 3,2 polegadas 16:9 nHD, ecrã tátil capacitivo
- Câmara com  com ótica Carl Zeiss, com 2 LEDs (flash)
- Micro-USB
- Wi-Fi b, g
- Reconhecimento de voz
- Taxa de absorção específica (SAR): 1,11 W/kg.